# آنا آلوارز
آنا آلوارز (به انگلیسی: Ana Álvarez) (زاده ۱۹ نوامبر ۱۹۶۹) بازیگر اسپانیایی است.
از کارهای معروف او می‌توان به بازی در فیلم جادوگران اشاره کرد.